# Кесялагті
Кесялагті (фін. Kesälahti, швед. Kesälax) — громада на сході Фінляндії, в провінції Північна Карелія. Населення громади складає 2 393 людини (на 31 січня 2011); площа — 583,08 км². Щільність населення — 6,17 чол/км². Офіційна мова — фінська. 

## Населені пункти
До громади входять наступні села: Гуммоваара, Кесялахті, Пуруярві, Расті-Салокюля, Вармо, Віллала і Раяваара. 

## Демографія
На 31 січня 2011 року в громаді Кесялахті проживають 2393 чоловік: 1196 чоловіків і 1197 жінок. 
Фінська мова є рідною для 97,63% жителів, шведська — для 0%. Інші мови є рідними для 2,37% жителів громади. 
Віковий склад населення: 
- до 14 років — 13,37%
- від 15 до 64 років — 58,13%
- від 65 років — 28,92%

Зміна чисельності населення за роками:  
| Рік  | Чисельність |
| ---- | ----------- |
| 1980 | 3172        |
| 1990 | 3164        |
| 2000 | 2871        |
| 2010 | 2403        |
| 2011 | 2393        |